# Geertruida de Haas-Lorentz
Geertruida Luberta (Berta) de Haas-Lorentz (Leiden, 20 november 1885 – 1973) was een Nederlands natuurkundige.

## Leven en werk
Ze was de oudste dochter van de natuurkundige Hendrik Lorentz en Aletta Catharina Kaiser. Ze studeerde natuurkunde bij haar vader aan de Universiteit Leiden. In 1912 promoveerde ze daar bij haar vader op het proefschrift Over de theorie van de Brown'schen beweging en daarmede verwante verschijnselen, het eerste onderzoek naar de brownse beweging van elektronen.
Ze trouwde met de natuurkundige Wander de Haas. Als auteur schreef ze (mee aan) bekende (leer)boeken op het gebied van de natuurkunde. Tevens droeg ze bij aan de didactiek van de natuurkunde en schreef ze een bekende biografie van haar vader.

## Publicaties

### Natuurkunde
- 1912 - Over de theorie van de Brown'schen beweging en daarmede verwante verschijnselen, proefschrift Leiden, 1912
- 1913 - Die Brownsche Bewegung und einige verwandte Erscheinungen, Braunschweig, F. Vieweg, 1913. (Door auteur uit het Nederlands vertaald).
- 1919 - met H. A. Lorentz, Theorie der quanta, Leiden, N.V. Boekhandel en Drukkerij, Voorheen E.J. Brill, 1919.
- 1919-1926 - met H. A. Lorentz, A.D. Fokker en H. Bremekamp, Lessen over theoretische natuurkunde: aan de Rijks-Universiteit te Leiden, Leiden: Brill, 1919-1926.
- 1925 'Iets over het mechanisme van inductieverschijnselen', Physica 5, p. 384-388.
- 1928 - met H.A. Lorentz, Eva Dina Bruins en Johanna Reudler, Kinetische Probleme, Leipzig, Akademische Verlagsgesellschaft, 1928.
- 1938 - De beide hoofdwetten der thermodynamica en hare voornaamste toepassingen, 's-Gravenhage: Nijhoff, 1938.

### Biografie
- 1957 - H.A. Lorentz: Impressions of His Life and Work, (Vertaald door Joh. C. Fagginger Auer), Amsterdam, North-Holland Pub. Co., 1957.

### Overig
- 1910 - G.L. Lorentz, Een wereldcorrespondentie van meisjes-studenten : opstellen uit verschillende staten over vrouwenstudie, Vereeniging van Vrouwelijke Studenten, W.L. & J. Brusse, Rotterdam